# Заградительный отряд

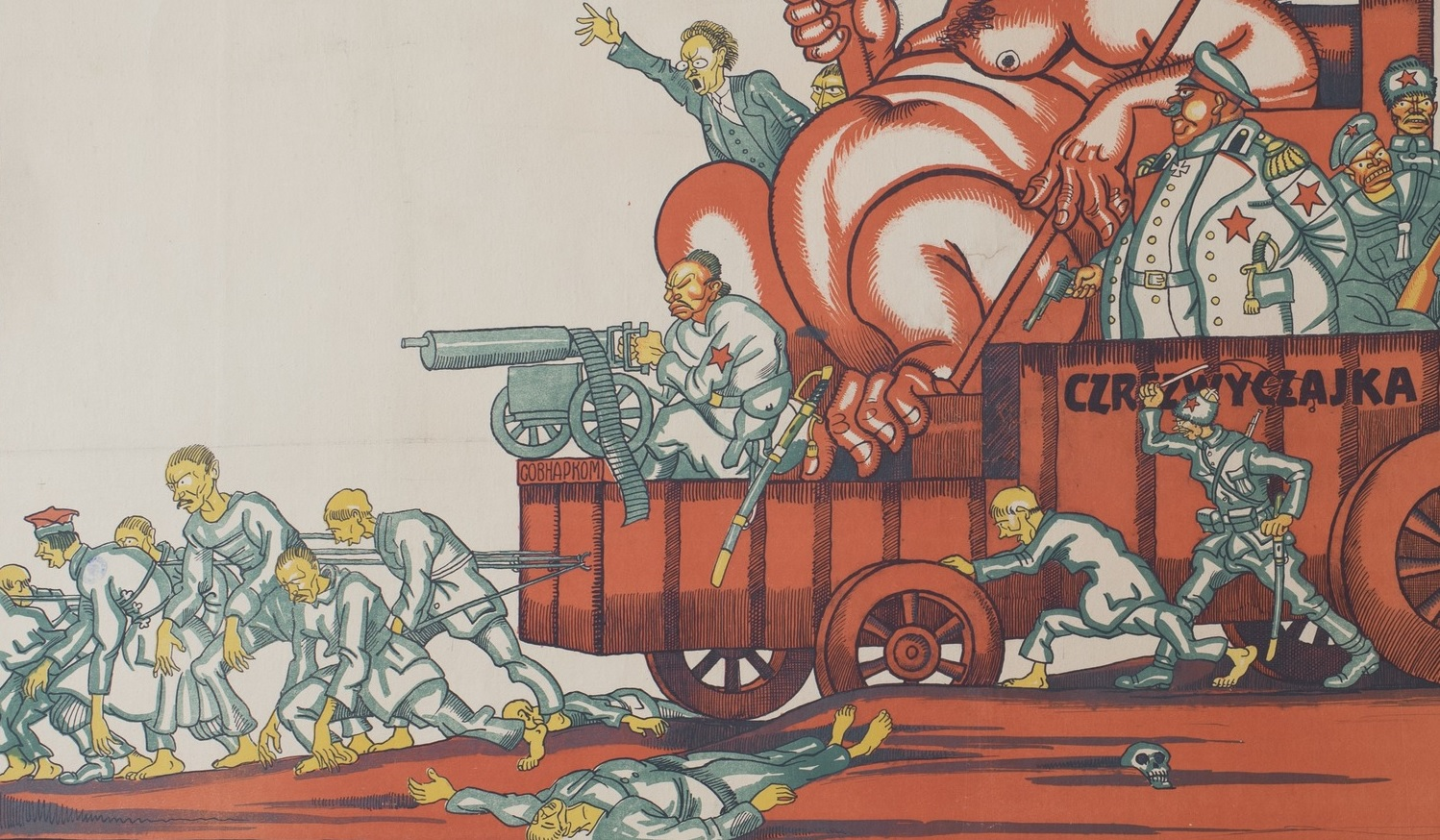
Аллегорическое изображение Советской России — «тачанка» с надписью «Совнарком» и «Чрезвычайка» движется. Китайский заградотрядовец с пулемётом позади запряжённых погоняет бурлаков. Подпись: «В красной чрезвычайке — башкиры и китайцы» (явная отсылка к событиям Пугачёвского восстания, в которой мятежный военачальник так же в большом количестве собрал под свои знамёна башкир и другие азиатские народы). С плаката времён советско-польской войны

Заградительные формирования, в широком смысле, использовались в ходе войн в том или ином виде с древних времён, они могли быть временными или постоянными (регулярными) воинскими или парамилитарными подразделениями, основной целью которых было предотвращение бегства с поля боя и отступления войск. Они создавались в вооружённых силах различных государств, начиная с античности, в критических ситуациях для выполнения карательных функций (вплоть до смертной казни). Описываемые формирования, как правило, были либо по своему этническому составу, либо по каким-либо другим критериям отличны от основных сражающихся сил. На более современном этапе они могли также иметь различные наименования и разную ведомственную принадлежность: полевая жандармерия, войска по охране тыла и тому подобные.
В строгом смысле этого слова, заградотря́д (сов. сокр. от загради́тельный отря́д) — название специальных воинских формирований, созданных советским правительством и просоветскими режимами за рубежом на разных исторических этапах (китайскими коммунистами во время гражданской войны в Китае, республиканцами во время гражданской войны в Испании, монгольскими коммунистами в ходе советско-японских столкновений, северокорейскими коммунистами во время войны в Корее, кубинскими революционными силами в ходе войн в Африке и Латинской Америке, а также в создававшихся в СССР иностранных формированиях), которые размещались позади собственных войск в ближнем прифронтовом тылу для «укрепления и поддержания воинской дисциплины», предотвращения бегства военнослужащих с поля боя, возвращения обратно в свои воинские части бежавших с поля боя или отставших от своих подразделений военнослужащих, а также решения второстепенных задач по охране прифронтового тыла. Кроме того, в Вооружённых силах СССР в военное время действовала эшелонированная структура заградительных формирований различного подчинения (внутриармейского, комендантского и НКВД), дублирующие функции друг друга для подстраховки. В годы гражданской войны в России и в мирное время заградотрядами также именовались подразделения войск ОГПУ—НКВД и подчинённые им военизированные комсомольские рабочие дружины, целью которых была охрана колхозной и т. н. «социалистической собственности» — продовольственных складов и других стратегических запасов и заготовок, пресечение массового бегства колхозников в города, борьба с «кулаками», «мешочниками», «отходниками», «спекулянтами» и прочими так называемыми «антисоветскими элементами». Последние из указанных формирований действовали на просёлочных дорогах и на железнодорожном транспорте, препятствовали бегству крестьян из колхозов и совхозов. Согласно официальному разъяснению ФСБ: «Заградительные отряды в СССР являлись постоянными или временными воинскими формированиями, создававшимися для выполнения боевой или специальной задачи». Современная армия РФ продолжает использовать практику заградотрядов при ведении боевых действий на современном этапе.

## Исторические аналоги заградительных формирований

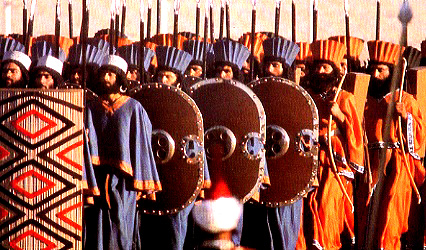
Персидское войско (современная историческая реконструкция)

Историк В. А. Артамонов отмечает наличие конных заградительных отрядов уже в античности.
Такие воины были ещё во времена греческого историка Ксенофонта. В своём произведении IV века до нашей эры «Киропедия» историк писал о задней шеренге во многонациональном войске персидского царя Кира Великого, в функцию которой входило: «ободрять тех, кто выполняет свой долг, сдерживать угрозами малодушных и карать смертью всех, кто вознамерится повернуть в тыл, вселять в трусов больше страха, чем враги». У того же Ксенофонта можно встретить и психологические зарисовки, в которых отношение к тем, кто во время боя поддаётся панике, достаточно однозначно: «Людская масса, когда она исполнена уверенности, вызывает неукротимое мужество, но если люди трусят, то чем больше их, тем более ужасному и паническому страху они поддаются». Здесь Ксенофонт определяет первейшую функцию задней шеренги — пресекать дезертирство на корню, когда люди ещё не поддались массовой панике. Аналогичные формирования в боевых порядках применял древнегреческий полководец Филипп Македонский (отец Александра Македонского).

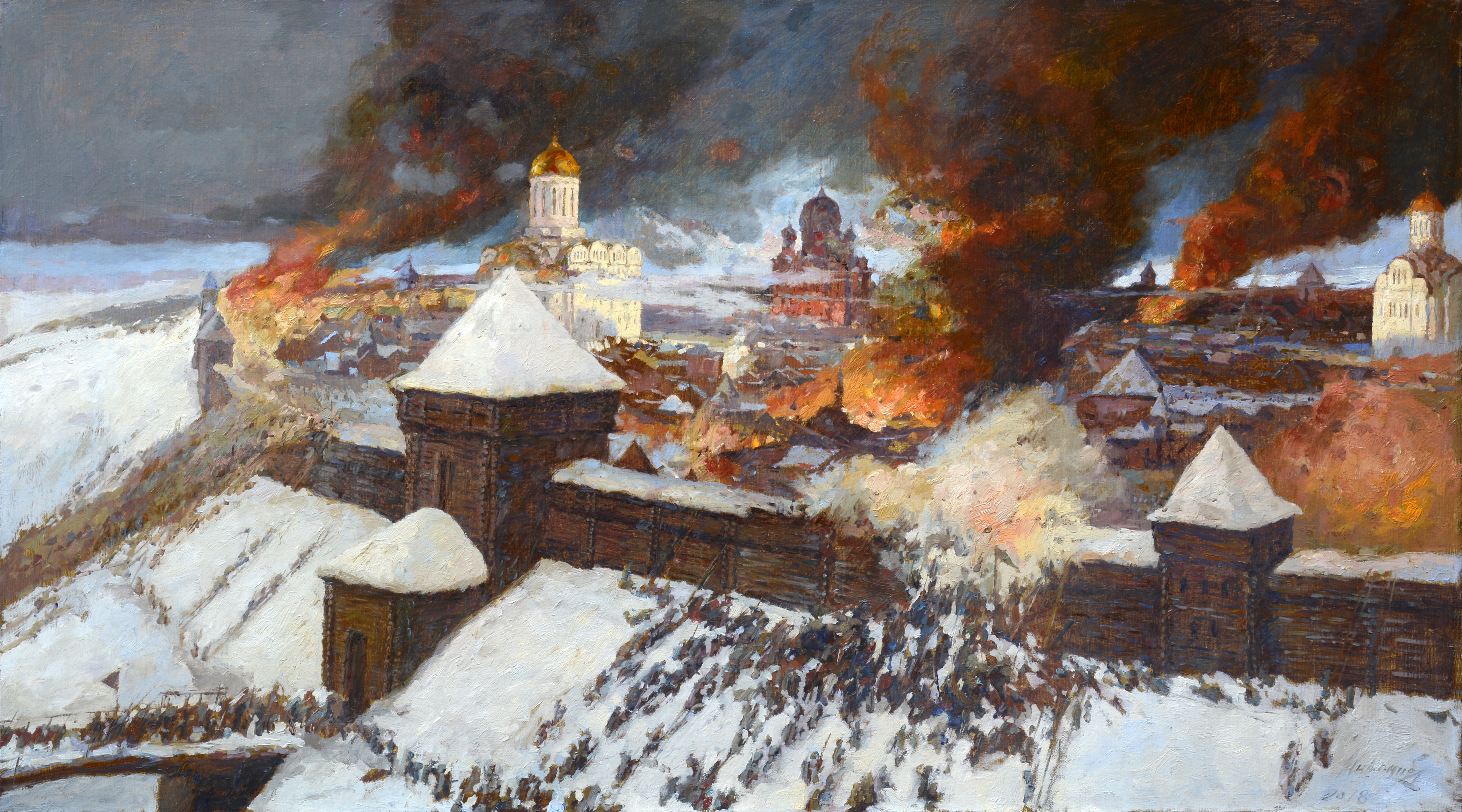
Монголо-татарские полчища захватывают Рязань

Монголо-татарские завоеватели во время своих завоевательных походов так же прибегали к формированию заградительных отрядов для удержания в повиновении своих многонациональных орд. Батыева рать, как и войско Чингисхана, была сформирована по следующему принципу. В авангарде наступающих сил ставились ударные части из покорённых народов: мадьяры, поляки, мордва, булгары, куманы и даже «измаильтяне» (мусульмане), практически обречённые на гибель в авангардном бою. Позади них наступали заградотряды из верных воинов.
Герой Итальянских войн, гасконский рыцарь и будущий маршал Франции Блез де Монлюк в 1540-х годах ставил позади своего войска заградительный отряд, чтобы карать тех, кто покидал строй и бежал с поля битвы. Король Пруссии Фридрих II для подобных же целей использовал тыловые шеренги из унтер-офицеров. В России в годы Первой мировой войны создавались сначала казачьи заградительные отряды, действовавшие в конном строю, а затем и пешие пулемётные части, именовавшиеся «батальонами смерти».
В целом, в новой и новейшей истории практика формирования заградительных отрядов нашла применение в Европе и Азии в ходе Наполеоновских войн, Тайпинского восстания и восстания няньцзюней, гражданской войны в США, Первой мировой войны и гражданской войны в России, эпохи милитаристов в Китае (1916—1928) и ряда других военных конфликтов.

## Заградительные отряды в годы Первой мировой войны
В годы Первой мировой войны на Восточном фронте для восстановления боевого порядка подобные меры были приняты и русскими командирами, хотя таких приказов от главнокомандующего и не поступало, командующие фронтами и армиями нередко требовали соответствующих жёстких мер (например, приказы командующих: 2-й армией генерала В. В. Смирнова от 19.12.1914, и 8-й армией генерала А. А. Брусилова от 05.07.1915). В итоге, на фронтах появились «батальоны смерти», которые отчасти выполняли своеобразные заградительные функции. Также практиковалось выделение в качестве заградотрядов и обычных, но более надёжных частей, с приказом открывать огонь по солдатам, бегущим с позиций без приказа.
По мнению А. Б. Широкорада пулемётные заградотряды царского времени были созданы по личному указанию Николая II.

## Заградительные отряды в период становления советской власти

### Продовольственные заградотряды
В годы Гражданской войны (1918—1922) заградительными отрядами (или постами) назывались специальные формирования осуществляющих охрану продовольственных и других заготовок, борьбы с мешочничеством и спекуляцией. Заградотряды выставлялись в городах, на железнодорожных станциях, пристанях, шоссе. Создание заградотрядов происходило в условиях кризиса, разрухи и голода, особенно в промышленных центрах страны. Помимо заградительных и реквизиционных, по российской провинции свирепствовали заградительные реквизиционные отряды, сочетающие в себя функции двух предыдущих, и помимо предотвращения вывоза крестьянами зерна из деревни одновременно занимались обысками и конфискацией у крестьян зерна, скота и других ресурсов.
14 января 1918 года (27 января по новому стилю) СНК РСФСР принимает постановление «О мерах по улучшению продовольственного положения» написанное В. И. Лениным, в котором предлагается создание вооружённых отрядов для «самых революционных мер продвижения грузов, сбора и ссылке хлеба и т. д., а также для беспощадной борьбы со спекулянтами». На базе этих отрядов, создаваемых продовольственными и местными органами власти, создавались посты, выполняющие функцию заградотрядов.
Практика применения заградительных отрядов была официально легализована после принятия декрета СНК «О чрезвычайных полномочиях народного комиссара по продовольствию» (9 мая 1918 года) и декрета ВЦИК о создании Продотрядов (27 мая 1918 года).
Из-за отсутствия чёткой организации, и невозможности в условиях обостряющегося кризиса наладить контроль, деятельность заградотрядов зачастую принимала самоуправский характер, нарушающий положения центральных органов власти.
Определённый порядок в деятельность заградотрядов внесло положение СНК «О заградительных реквизиционных продовольственных отрядах, действующих на ж.-д. и водных путях» (4 августа 1918 года). Согласно ему право ставить продовольственные отряды на железной дороге и водных путях предоставлялось только Наркомпроду и губернским продотделам. Начальник заградотряда должен был иметь при себе письменное распоряжение органов Наркомпрода, подтверждающее его полномочия. Заградотряды могли осматривать все пассажирские и служебные вагоны (за исключением вагонов Госбанка и почтовых вагонов). Особо оговаривалось, что действия заградотрядов не должны нарушать железнодорожное и водное сообщение и лишь в крайних случаях им разрешалось задерживать пароходы и поезда, но не более чем на 1 час. Заградотряды имели право конфисковать продовольствие превышающее установленные нормы провоза в 20 фунтов на одного человека (около 8 кг). Для борьбы с злоупотреблениями начальник заградотряда был обязан выдать квитанцию на реквизированные продукты, которые подлежали оплате по твёрдым ценам. Заградотряды комплектовались людьми из частей Продармии, численность заградотряда обычно колебалась в пределах 5-15 человек.
С мая 1919 года части Продармия и заградотряды вошли в состав Войск ВОХР, а с сентябре 1920 года в войска ВНУС. 19 января 1921 года войска ВНУС и заградотряды были переданы в военное ведомство.
Ещё в декабре 1918 Наркомпрод выступил с предложением о ликвидации всех заградотрядов, кроме отрядов Наркомпрода и губернских продкомов. Но чёткий запрет всем органам власти, кроме Наркомпрода, выставлять заградотряды и реквизировать продукты питания, был принят СНК только 29 июня 1920.
Заградотряды были упразднены во второй половине 1921 года после введения нэпа.

### Заградительные отряды Троцкого
Нельзя вести массы людей на смерть, не имея в арсенале командования смертной казни. Надо ставить солдата между возможной смертью впереди и неизбежной смертью позади.
О заградительных отрядах на фронтах гражданской войны пишет непосредственно сам Троцкий в книге «Вокруг Октября».
По его инициативе в Красной армии была создана заградслужба (также именуемая «заградиловкой»), элементами которой стали такие формирования как заградпосты, заградроты и заградотряды, рядовой военнослужащий таких формирований назывался заградотрядовец. В знаменитой Чапаевской дивизии тоже были заградотряды, но об этом стало известно лишь после краха советской системы, а в те годы, после окончания гражданской войны об этих заградительных формированиях и их роли в «укреплении Красной армии» в советской печати умалчивалось.
Организационно заградотряды и другие заградительные формирования того периода относились к частям особого назначения (ЧОН), тесно взаимодействовали с ВЧК. А формировали такие группы из бывших военнопленных австро-венгров, латышей, китайцев, и прочих «воинов-интернационалистов». Подчинялись эти «интернациональные отряды» не командирам частей, а политкомиссарам. С 1921 года неразбежавшиеся «интернациональные отряды» находились в оперативном подчинении у военного командования
Впервые о заградотрядах периода гражданской войны были кратко упомянуто в энциклопедии «Гражданская война и военная интервенция в СССР» (Москва, 1987) где они были названы «ленинскими».

## Межвоенный период
В межвоенный период заградотряды действовали во многих внутренних и внешних конфликтах с участием советских войск, а также в обеспечении мероприятий советской власти в сельской местности. Российский публицист, главный редактор газеты «Воткинский вестник» Анатолий Гутман так описывает события на Урале после прихода туда советской власти: «В сёлах и деревнях латыши-комиссары, командированные из центров, производили расстрелы, реквизиции хлеба, мёда, масла, яиц и скота… Вверх и вниз по Каме пассажирские пароходы шли переполненные преимущественно сормовскими рабочими, отправлявшимися на Белую и Каму в поисках хлеба. Вокруг камских пристаней лежали тысячи людей, спавших под открытым небом и ожидавших очереди, чтобы отвезти домой несколько пудов хлеба. Их ловили на пароходах заградительные отряды, отбирали хлеб, а сопротивлявшихся били прикладами и убивали. По всей Каме стоял стон и раздавались проклятия населения по адресу советской власти. Но население чувствовало себя бессильным вступить в борьбу с советским правительством. Оно было безоружно…».

### Коллективизация
В ходе кампаний по раскулачиванию, борьбе с «мешочничеством» и с «хищениями урожая», в разнообразных «атаках на бесхозяйственность», весенних «битвах посева», летних и осенних «битвах за урожай» действовали заградительные отряды ОГПУ на транспорте и на просёлочных дорогах, попутно с частями регулярной армии, направленными в глубинку под видом «учений». С 1929 по 1933 гг., для подавления крестьянских выступлений и самовольного бегства крестьянства из колхозов наряду с заградотрядами ОГПУ задействовались части РККА, включая бронетехнику, — первые советские танки и бронемашины, — и боевую авиацию.

### Голод 1932—1933 гг.
Как отмечает кандидат исторических наук Юлия Хмелевская, голод 1932—1933 гг. в СССР всячески замалчивался, а районы его распространения были оцеплены заградотрядами (также именовавшимися «отрядами по борьбе со спекуляцией»). Это делалось, чтобы не допустить беженцев в большие города и на индустриальные стройки, где работало много иностранных специалистов, среди которых было много американцев. Чтобы не допустить создания Помгола и Американской администрации помощи информацию о голоде скрывали от иностранцев всеми возможными способами, и ни о каком новом Помголе даже и речи не было, не говоря уже о зарубежной помощи.

За колосок пшеницы, за горсть проса, за початок кукурузы — тюрьма, ссылка, расстрел. Смерть за отказ вступить в колхоз или совхоз, смерть за несдачу всего съестного государству, смерть даже тогда, когда у тебя больные малолетние дети и ты вынужден оставить для них пропитание, чтобы спасти от голода и болезней. Крестьяне, лишённые всего, пытались спастись от голодной смерти в городах, но их не пускали заградительные отряды. Малейшее неповиновение на почве голода или притеснений вело к расстрелу или тюремному заключению. Печать, сдавленная сталинскими тисками, безмолвствовала.— Леонид Петровский

### Во время гражданской войны в Китае
Гоминьдан на этапе сотрудничества с СССР в годы эпохи милитаристов и гражданской войны в Китае по указанию советских наставников ввёл при воинских формированиях Национально-революционной армии заградотряды, в дальнейшем они стали постоянными спутником китайских войск и в последующих конфликтах, уже без участия советских кураторов (см. ниже Корейская война). Такие же формирования организовывались позади войск тех или иных лояльных советскому режиму «клик милитаристов».

### Во время гражданской войны в Испании
В ходе гражданской войны в Испании заградотряды были созданы при интербригадах после того как командующие Штерн и Вальтер направили в НКВД докладные о массовом бегстве их бойцов. Пулемётные заградотряды действовали в оперативному тылу интербригад, также действовали заградотряды на дорогах. Чтобы пресечь проникновение анархистов или троцкистов на руководящие должности, начальниками заградительных отрядов старались повсюду ставить только своих проверенных людей.

### Во время советско-японских пограничных столкновений
В ходе советско-японских пограничных столкновений 1938—1939 гг. на озере Хасан и Халхин-Голе заградотряды действовали в тылу советских войск и Монгольской народно-революционной армии.

### Во время «присоединения» новых территорий
Летом 1939 года, накануне «походов Красной армии» по «присоединению» Западной Украины и Белоруссии, Бессарабии, Прибалтики, Польши и т. д., позади РККА были сформированы заградотряды.

### Во время советско-финской войны
Во время советско-финской войны также действовали заградотряды «для повышения наступательного порыва» частей Красной армии. На создаваемые отряды возлагались следующие задачи: организация заслонов и застав, проведение облав в тылу действующей армии, задержание дезертиров. Каждый отряд имел численность в 100 человек. На участке наступления 14-й армии было создано 2 отряда; 9-й армии — 5 отрядов; 8-й армии — 8 отрядов; 13-й армии — 5 отрядов; 7-й армии — 7 отрядов. Приказ требовал создавать заградотряды из полков НКВД. Они должны были действовать на линии штабов дивизий в сторону фронта, и на линии штабов полков в секторе по обе стороны основной дороги на 5—10 километров.
По итогам анализа боевого опыта конфликтов межвоенного периода Начальник Главного управления политпропаганды РККА Лев Мехлис прямо заявил: «Опыт Хасана, Халхин-Гола и Финляндии показал, что заградительные отряды в военных условиях себя оправдали, поэтому надо принимать меры к тому, чтобы в военное время в действующих армиях на основных направлениях в тылу были заградительные отряды, подчинённые органам НКВД». После советско-финской войны создание и использование заградотрядов стало неписаной и необъявленной частью советской военной доктрины, а их подчинение органам НКВД свидетельствовало об определённом недоверии Сталина военному руководству и затрудняло взаимодействие частей и соединений с органами НКВД.

## В годыВеликой Отечественной войны
В местечке «Маслова пристань» заградотряд отобрал у нас автоматы и карабины. Взамен дали по винтовке со штыком и по лому, а младший лейтенант из заградотряда в ярко начищенных сапогах, обвешанный ремнями и планшетками, произнёс примерно такую речь: «Здесь мы остановим немцев и здесь должно состояться новое Бородино. Ни шагу назад!». Но видно было, что он не верит, ни в этот рубеж, ни в собранных из разных отступающих частей солдат и офицеров.
Заградотряды были организованы во всех советских фронтах Красной армии, сухопутных бригадах морской пехоты РККФ, при оборонительных крепостях и укрепрайонах, как отмечает В. Урбан, за кем в войну не шли заградотряды, — так это за подводными лодками. Заградотряды вооружались пулемётно-артиллерийским и миномётным вооружением и действовали в ближнем прифронтовом тылу сражающихся войск. В тылу действовали заградительные комендатуры, опиравшиеся в своей деятельности на войска НКВД по охране тыла и истребительные батальоны. Но этим не исчерпывались «меры по укреплению военной дисциплины», то есть вмешательство НКВД в военные дела и внедрение чекистов в действующую армию и флот. Кроме самих заградотрядов и заградкомендатур для выявления «предателей» и «дезертиров», были приняты меры контрразведывательного характера по укомплектованию частей агентурно-осведомительным аппаратом, по новым штатам на каждую армию полагалось иметь по 400 оперуполномоченных СМЕРШ и агентурный аппарат — 30 осведомителей на батальон, то есть по 1 осведомителю на каждое отделение, таким образом обеспечивалось не только «дуло в спину», теперь «глаза и уши» НКВД были на самом низовом тактическом уровне. Предназначение, как и сам факт существования заградотрядов в годы Великой Отечественной войны — отрицался официальной советской пропагандой. Сведения о заградотрядах, кроме общего упоминания, входили в «Перечень сведений, запрещенных к опубликованию в открытой печати, в передачах по радио и телевидению». Упоминание заградотрядов в открытой печати, как и полного текста Приказа № 227 запрещалось цензурой даже в период гласности, по прошествии более чем 40 лет после окончания войны приказ ещё не был опубликован, публиковались лишь отдельные его фрагменты с общими фразами типа «Ни шагу назад!», которые в советских изданиях трактуются однобоко и без каких-либо подробностей. В советской художественной литературе заградотряды упоминаются крайне редко и только в послесталинское время. В мемуаристике, чтобы избегать слово «заградотряд», употреблялись эвфемизмы «зелёные фуражки», «пограничники» за сходство полевой униформы заградотрядов с погранвойсками НКВД и вследствие того, что уцелевший личный состав фактически прекративших своё существование западных погранокругов (преобразованных в войска по охране тыла) был в массовом порядке влит в состав заградотрядов (пограничниками были массово укомплектованы штатные подразделения, до того существовавшие только в конвойных и погранвойсках — заставы, которые теперь получили названия заградзаставы). Сведения о заградотрядах сталинского периода отсутствовали в советской справочной литературе, в энциклопедии «Гражданская война и военная интервенция в СССР» (Москва, 1987) рассказывается лишь о «ленинских» заградотрядах. Историк А. М. Самсонов так охарактеризовал сложности, возникшие у него при публикации полного текста приказа в позднеперестроечное время: «Сейчас (1988) я в буквальном смысле воюю за то, чтобы в новом издании моей книги „Сталинградская битва“ полностью опубликовать знаменитый приказ № 227 наркома обороны СССР от 28 июля 1942 года, который в литературе называется „Ни шагу назад!“». Проблематика исследования заградительных формирований в советское время усугублялась тем, что эта тема долгое время являлась строжайшим табу, не только в документалистике и художественной литературе, но также и в обыкновенной популярной культуре, советская цензура тщательно следила за выходящими в свет произведениями на тематику военных лет. В сфере прозы и песенной лирики хрестоматийным примером является история борьбы Владимира Высоцкого с цензурой за запись и публичное исполнение песни о заградотрядах, которая так и не была записана на пластинку, хотя этому предшествовало упорное противостояние Высоцкого с цензурой, в котором ему удалось не раз победить цензоров и добиться выхода песен о штрафниках, братских могилах, расстрелах перед строем, бессмысленных «разведках боем» и прочих элементах невидимой обывателю «изнанки» войны, — в итоге не столько мысли поэта о самом явлении, сколько о его противостоянии с цензурой и объёме «сломанных копий» отразились в короткой строке в его песне на наболевшие темы: «Я не люблю, когда стреляют в спину, тем более, когда в неё плюют…». А полноценную песню без авторства об «ошибочном» уничтожении заградотрядом шедшего в походном строю подразделения, — «Эта рота, эта рота [не вернётся из болота]…» (также под названиями «Оберечённые» и «Реквием»), — приписывают творчеству Высоцкого, оставшемуся без авторской подписи и ставшему общественным достоянием. Даже после распада СССР «материалы о заградотрядах в Центральном архиве МО РФ хранятся за семью печатями и исследователям не выдаются».

### Начало Великой Отечественной войны
25 июня 1941 года на основе Постановления СНК СССР «О возложении задач по охране тыла действующей Красной армии на НКВД СССР» в распоряжение штаба войск НКВД по охране тыла были переданы следующие отряды пограничных войск и батальоны конвойных, охранных и оперативных войск НКВД (вскоре развёрнутые в полки), основу которых составляли пограничники, в зоне действия пограничных частей все местные органы НКВД и милиция переходили в оперативное подчинение командования этих частей:
| Формирование | От какого рода войск выделены | За каким объединением шли      |
| ------------ | ----------------------------- | ------------------------------ |
| 2-й полк     | пограничные войска            |                                |
| 4-й полк     | конвойные войска              | 37-я армия                     |
| 6-й полк     | конвойные войска              | 3-я гвардейская танковая армия |
| 6-й полк     | конвойные войска              | 26-я армия                     |
| 9-й отряд    | пограничные войска            | 48-я армия                     |
| 9-й отряд    | пограничные войска            | 22-й стрелковый корпус         |
| 16-й полк    | конвойные войска              | 5-я армия                      |
| 17-я бригада | конвойные войска              | 3-я гвардейская танковая армия |
| 20-й отряд   | пограничные войска            | 37-я армия                     |
| 24-й полк    | пограничные войска            | части 2-го Украинского фронта  |
| 28-й полк    | оперативные войска            |                                |
| 41-й полк    | конвойные войска              | 62-я армия                     |
| 79-й полк    | пограничные войска            | 62-я армия                     |
| 83-й отряд   | пограничные войска            | 22-я армия                     |
| 83-й отряд   | пограничные войска            | 29-я армия                     |
| 91-й полк    | пограничные войска            | 26-я армия                     |
| 91-й полк    | пограничные войска            | 40-я армия                     |
| 90-й полк    | пограничные войска            | 18-я армия                     |
| 90-й полк    | пограничные войска            | 38-я армия                     |
| 92-й полк    | пограничные войска            | 2-я ударная армия              |
| 92-й полк    | пограничные войска            | 3-я гвардейская танковая армия |
| 92-й полк    | пограничные войска            | 5-я армия                      |
| 92-й полк    | пограничные войска            | 6-я армия                      |
| 92-й полк    | пограничные войска            | 7-я гвардейская армия          |
| 92-й полк    | пограничные войска            | 9-я армия                      |
| 92-й полк    | пограничные войска            | 18-я армия                     |
| 92-й полк    | пограничные войска            | 21-я армия                     |
| 92-й полк    | пограничные войска            | 27-я армия                     |
| 92-й полк    | пограничные войска            | 38-я армия                     |
| 92-й полк    | пограничные войска            | 61-я армия                     |

| Формирование | От какого рода войск выделены | За каким объединением шли          |
| ------------ | ----------------------------- | ---------------------------------- |
| 93-й отряд   | пограничные войска            | 5-я армия                          |
| 93-й отряд   | пограничные войска            | 6-й стрелковый корпус              |
| 94-й полк    | пограничные войска            | 26-я армия                         |
| 94-й полк    | пограничные войска            | 38-я армия                         |
| 94-й полк    | пограничные войска            | 1-й Чехословацкий армейский корпус |
| 95-й отряд   | пограничные войска            | 12-я армия                         |
| 98-й полк    | пограничные войска            |                                    |
| 123-й полк   | пограничные войска            | части 2-го Украинского фронта      |
| 124-й полк   | пограничные войска            | части 2-го Украинского фронта      |
| 128-й полк   | пограничные войска            | части 2-го Украинского фронта      |
| 251-й полк   | конвойные войска              | 4-я армия                          |
| 270-й полк   | конвойные войска              | 64-я армия                         |
| 271-й полк   | конвойные войска              | 62-я армия                         |
| 272-й полк   | конвойные войска              | 62-я армия                         |
| 273-й полк   | конвойные войска              | 62-я армия                         |

У заградительных полков, выделенных из состава войск НКВД, были на вооружении собственные танки и артиллерия, сведённые в танковые взвода и артиллерийские батареи, в составе заградотрядов успешно действовали снайперы.
В начале июля 1941 года Главный военный прокурор Красной армии В. И. Носов доложил сводку о чрезвычайных происшествиях в Красной армии за первые дни войны, где сообщалось, что в начале войны заградительные пункты отсутствовали, но к 6 июля 1941 года на фронте были созданы заградительные пункты и заградотряды. Начальник Генерального штаба РККА генерал армии Г. К. Жуков и Ставка ВГК рассматривали действия заградотрядов как необходимое условие для успеха ведения вооружённой борьбы. Так, 10 июля 1941 года он по прямому проводу упрекал командующего Северо-Западного фронта генерал-полковника Ф. И. Кузнецова, что «истребительные отряды у Вас до сих пор не работают и плодов их работы не видно». Впрочем, в мемуарах генерал-полковника Л. М. Сандалова содержатся сведения о слаженной работе армейских заградотрядов уже в первые три дня войны.
В сентябре 1941 года Сталин подписал директиву командующим войсками, где требовал «в каждой стрелковой дивизии иметь заградительный отряд из надёжных бойцов», но это средство тогда оказалось абсолютно негодным и не привело к прекращению массового бегства.

### Создание армейских дивизионных заградотрядов
В ходе продолжавшегося отступления советских войск под Смоленском и неудач под Брянском, в начале сентября 1941 года командующий Брянским фронтом генерал Ерёменко, первым среди красноармейских командиров, обратился к Сталину с просьбой создать заградотряды в дивизиях, которые зарекомендовали себя как «неустойчивые». 5 сентября маршал Б. М. Шапошников, только что назначенный начальником Генерального штаба, дал прямое разрешение Ерёменко применять заградотряды во время наступления в районе Рославля. В соответствии с приказом командующего Брянским фронтом № 001919 были введены армейские заградотряды. Через неделю, 12 сентября 1941 года, эта практика была распространена на стрелковые дивизии всей Красной Армии. Теперь, помимо заградотрядов НКВД, в тылу советских войск появились заградотряды РККА. Тогда же в сентябре, на фронт стали мобилизовать и массово отправлять представителей „народностей, не внушавших доверия советской власти. Это касалось в первую голову узбеков, киргизов, татар, казахов, украинцев и кавказцев. Мобилизованные их отряды тут же отправлялись на передовую. Оружие им выдавалось в последнюю минуту. За ними, глухой стеной, шли по пятам так называемые «заградительные отряды»“.
Заградительную службу в тылах действующей армии, помимо наркомвнудельцев и армейских заградотрядов, несли комендантские команды, взводы и роты охраны «Смерш», кроме того были созданы подвижные заградотряды силами желдорохраны НКПС.

### Практика и результаты использования
В случае провала наступательных операций по тем или иным причинам, командиры соединений писали объяснительные записки на начальство действовавших позади них заградотрядов с подробным изложением причин, по которым им не удалось выйти на заранее оговорённый рубеж или закрепиться на нём. Решение об отходе войск с фронта могло приниматься только по согласованию со штабом войск по охране тыла, соответствующий приказ должен был продублировать командир соответствующей заградительной заставы, в противном случае по отступавшим без приказа должен был быть открыт огонь. Помимо основных задач заграждения, в задачу заградительных отрядов НКВД входил сбор на полях сражений трофейного и отечественного оружия, боеприпасов и прочего военного имущества — если указанные трофеи подбирали армейцы, то они обязаны были сдать всё подобранное следовавшим за ними заградотрядам.
| Официальная версия                                                                    | Официальная версия | Альтернативная точка зрения |
| (полное отрицание)                                                                    | (частичное признание) | Альтернативная точка зрения |
| А. В. Пыльцын генерал-майор                                                           | П. Н. Лащенко Герой Советского Союза, генерал армии | Н. Н. Никулин ветеран Великой Отечественной войны |
| ------------------------------------------------------------------------------------- | --- | --- |
| «Никаких заградительных отрядов позади нас не было. Шли мы в бой за Родину, как все». | «Да, были заградительные отряды. Но я не знаю, чтобы кто-нибудь из них стрелял по своим, по крайней мере на нашем участке фронта. Уже сейчас я запрашивал архивные документы на этот счёт, таких документов не нашлось. Заградотряды находились в удалении от передовой, прикрывали войска с тыла от диверсантов и вражеского десанта, задерживали дезертиров, которые, к сожалению, были; наводили порядок на переправах, направляли отбившихся от своих подразделений солдат на сборные пункты. Скажу больше, фронт получал пополнение, естественно, необстрелянное, как говорится, пороху не нюхавшее, и заградительные отряды, состоявшие исключительно из солдат уже обстрелянных, наиболее стойких и мужественных, были как бы надёжным и сильным плечом старшего. Бывало нередко и так, что заградотряды оказывались с глазу на глаз с теми же немецкими танками, цепями немецких автоматчиков и в боях несли большие потери. Это факт неопровержимый». | «Выйдя на нейтральную полосу, вовсе не кричали „За Родину! За Сталина!“, как пишут в романах. Те, кто победил, либо полегли на поле боя, либо спились, подавленные послевоенными тяготами. Остались у власти и сохранили силы другие — те, кто загонял людей в лагеря, те, кто гнал в бессмысленные кровавые атаки на войне. Они действовали именем Сталина, они и сейчас кричат об этом. Не было на передовой: „За Сталина!“. Комиссары пытались вбить это в наши головы, но в атаках комиссаров не было. Всё это накипь… Войска шли в атаку, движимые ужасом. Ужасна была встреча с немцами, с их пулеметами и танками, огненной мясорубкой бомбежки и артиллерийского обстрела. Не меньший ужас вызывала неумолимая угроза расстрела. Чтобы держать в повиновении аморфную массу плохо обученных солдат, расстрелы проводились перед боем. Хватали каких-нибудь хилых доходяг или тех, кто что-нибудь сболтнул, или случайных дезертиров, которых всегда было достаточно. Выстраивали дивизию буквой „П“ и без разговоров приканчивали несчастных. Эта профилактическая политработа имела следствием страх перед НКВД и комиссарами — больший, чем перед немцами. А в наступлении, если повернешь назад, получишь пулю от заградотряда. Страх заставлял солдат идти на смерть. На это и рассчитывала наша мудрая партия, руководитель и организатор наших побед. Расстреливали, конечно, и после неудачного боя. А бывало и так, что заградотряды косили из пулеметов отступавшие без приказа полки. Отсюда и боеспособность наших доблестных войск. Действия заградотрядов понятны в условиях всеобщего разлада, паники и бегства, как это было, например, под Сталинградом, в начале битвы. Там с помощью жестокости удалось навести порядок. Да и то оправдать эту жестокость трудно. Но прибегать к ней на исходе войны, перед капитуляцией врага! Какая это была чудовищная, азиатская глупость!». |

В боевой обстановке, предотвращая панику, по одним данным заградотряды уничтожили около 300 тыс. солдат и офицеров РККА, и задержали свыше 657 тыс. военнослужащих. Другие историки указывают на меньшее число, например, Джейсон Лайл (англ.  Lyall), опираясь на труды Владимира Дайнеса, Вадима Телицына и Андрея Орлова, приводит данные о 158 тыс. убитых заградотрядами в период с 1941 по 1944 год. Сложность подсчёта обусловлена в том числе и различной подведомственностью (армейские заградотряды и заградотряды НКВД, стрелковые роты НКВД). Кроме того происходили стычки из-за ошибки идентификации, когда за дезертиров принимались возвратившиеся из разведки мимо своих частей разведдозоры, — у советских войсковых разведчиков и десантников, которые действовали в тылу противника, не могло быть при себе документов (имеющиеся документы обязательным образом сдавались перед заброской или переходом через линию фронта), а кому-то красноармейскую книжку вовсе не вручали:
Где перевязочная, толком не знали, указали направление до проселочной дороги. Отсюда шёл в рост, опираясь на винтовку. Доковылял до пыльной дороги и не заметил, как из-под земли появился красноармеец. Смотрю: в фуражке с зеленым верхом. Пограничник, что ли? Представился: «Боец заградотряда, проверяю документы идущих с передовой». Потом смотрю: их великое множество вдоль всей дороги. Заинтересовались. Замаячили, как суслики, у своих нор. Документов — не «ахти». Красноармейских книжек не вручали (ни до присяги, ни после). Кто есть мы? Пехотинцы из рода десантников. Предъявил комсомольский билет.
В 1941—1942 годах создано 27 спецлагерей, но в связи с проверкой и отправкой проверенных военнослужащих на фронт они постепенно ликвидировались (к началу 1943 года функционировало всего 7 спецлагерей). По официальным данным, в 1942 году в спецлагеря поступило 177 081 бывших военнопленных и окруженцев. После проверки особыми отделами НКВД в Красную армию было передано 150 521 человек.

### Разложение заградотрядов
В 1943—1944 годах заградотряды помимо прямых постепенно стали выполнять иные функции. Они стали использоваться в качестве своего рода «военной полиции» для пресечения разнузданного поведения военных в прифронтовой полосе, и для охраны военных объектов и коммуникаций. Их стали задействовать для «выполнения хозяйственных работ», то есть для изъятия продовольствия и урожая у населения на освобождённых и оккупированных Красной армией территориях. Кроме того, из-за отсутствия контроля со стороны штабов армий в заградотрядах снизилась дисциплина. Как отмечает доктор исторических наук Виктор Король, по сути служащие заградотрядов имели много возможностей мародёрствовать, частым явлением было и повальное пьянство офицеров заградотрядов.
29 октября 1944 года приказом № 0349 наркома обороны И. В. Сталина отдельные внутриармейские заградительные отряды были расформированы, в связи «с существенным изменением обстановки на фронте». Личный состав пополнил стрелковые подразделения НКВД.

### На занятых Красной армией территориях
После занятия Красной армией территорий Западной Украины и Белоруссии, часть заградотрядов НКВД была выделена из тылов наступающих советских фронтов для борьбы с партизанским подпольем ОУН, УПА и разнообразных «лесных братьев».

### После капитуляции Германии
После капитуляции Германии 9 мая 1945 года заградотряды НКВД были ориентированы на зачистку и ликвидацию многочисленных стихийных очагов сопротивления Вермахта, СС и Вервольфа, и продолжали «малые бои», а также участвовали в обеспечении безопасности Потсдамской конференции летом 1945 года.

## Структура и особенности применения
Советские заградотряды, сформированные из числа пограничников из упразднённых погранокругов и из числа конвоиров из внутренних регионов страны были структурированы по различному принципу, первые сохранили в себе пограничную специфику (как-то название подразделений, основные способы выполнения служебно-боевых задач — заставы, дозоры, секреты, посты, заслоны, засады и т. п.), вторые по своей и тактике действий во многом копировали аналогичную практику применения конвойных войск, но в любом из них существовали стрелковые роты для пресечения массового бегства и расстрельная команда. Ветеран расстрельной команды на вопрос «Сколько же вы расстреляли?», гордо ответил: «По-разному. Бывало, в день по десять-двадцать человек, бывало меньше».

## В Народном войске польском (СССР)
В созданных в 1943 году в Советском Союзе польских военных формированиях так называемого Народного войска польского (неофициальных на тот момент), также были созданы заградотряды по советскому образцу, подчинённые НКВД СССР.

## Во время войны в Корее
Как и в предшествовавшей гражданской войне между Гоминьданом и Коммунистической партией Китая, у «китайских народных добровольцев» и соединений Народно-освободительной армии Китая во время Корейской войны также существовали заградительные формирования под названием «группы надзора» (督战队). Когда во время наступления 1951 года целые подразделения КНД в полном составе стали организованно отходить с поля боя — Ли Чэнвань расценил это как массовый побег и приказал «группам надзора» остановить бегство. Брошенные на перехват «группы надзора» были просто перебиты отступавшими. Аналогичные заградительные формирования действовали позади частей Корейской народной армии (существуют до сих пор в составе сил специальных операций КНДР).

## Колониальные войны
В ходе многочисленных вооружённых конфликтов — прокси-войн в Африке в период деколонизации, а также нарковойн в Южной Америке, функции заградотрядов при армиях африканских и латиноамериканских коммунистических просоветских режимов (ФАПЛА, СВАПО, ФРЕЛИМО, ФЛНК, ВС Эфиопии, СНА и др.) выполняли кубинские войска и советские военные специалисты, в частности, в Анголе, Конго, Мозамбике, Намибии, Эфиопии, Никарагуа. Организационно это делалось следующим образом: при одной пехотной бригаде указанных просоветских вооружённых формирований находилась группа «советских военных советников» и от роты до батальона кубинцев, «как основные стойкие силы, которые всей бригаде не позволяли разбежаться».

## Постсоветские войны

### Грузино-абхазская война
Заградотряды были задействованы поддерживаемой Россией абхазской стороной во время грузино-абхазской войны, в частности в ходе битвы за Гагру.

### Вторая чеченская война
Накануне Второй чеченской войны на окрестных Чечне территориях (кроме Ингушетии) на границах были выставлены заградительные кордоны, задача которых была не пропустить из Чечни беженцев.

### Война России в Сирии
В ходе войны России в Сирии, режим Башара Асада по настоянию российских кураторов учредил в структуре Сил национальной обороны квазизаградительные формирования позади регулярных частей сирийской армии. Кроме них, заградительную и карательную функцию позади сирийских правительственных сил выполняла российская ЧВК «Вагнер».

### Российско-украинская война
Российские оппозиционные обозреватели и западные источники, опираясь на данные своей разведки, видео с дронов, информацию от российских правозащитников и многочисленные интервью с российскими военными, как пленными, так и действующими, заявляют о применении заградотрядов российскими вооружёнными формированиями в российско-украинской войне, как в отношении мобилизованных, так и позади остальных регулярных войск РФ, в отношении иррегулярных сил заградотряды действуют позади штурмовиков ЧВК «Вагнер» и штурмовых отрядов «Шторм-Z». Последние записали видеообращение к Путину, где жаловались на заградотряды позади себя. По данным Дж. Лайла и И. Сутягина первые заградительные отряды РФ появились в тылу так называемого «народного ополчения Донбасса» ещё в 2014 году, во время эскалации боевых действий на востоке Украины. Сообщения такого рода особенно участились после полномасштабного российского вторжения в 2022 году. Министерство обороны Великобритании задокументировало присутствие заградотрядов позади российских войск в ноябре 2022 года (позднее, в ходе боёв за Авдеевку, такие же сведения поступили от Белого дома), что по их мнению позволило российскому командованию прибегнуть к тактике волновых атак иначе называемых «мясными штурмами». Незадолго до этого, 31 октября 2022 года, призывы к возрождению заградотрядов, штрафбатов и смерша сталинского времени прозвучали на российском пропагандистском шоу Владимира Соловьёва. По данным британских и американских военных аналитиков, в принятии таких мер был заинтересован прежде всего российский генералитет и высший командный состав российской армии, а само принятие таких решений военным руководством РФ свидетельствует о значительных проблемах с дисциплиной и морально-психологическим состоянием российских войск, низким качеством мобилизованного и призванного контингента. Следуя этим данным, выполнением функций заградотрядов на украинском фронте в разное время занимались «кадыровцы», десантники, дивизия Дзержинского, росгвардия, НМ ДНР, кадровый военный костяк ЧВК «Вагнер». Российский правозащитник Владимир Осечкин заявил следующее:

Как поступала Российская армия и ЧВК «Вагнер» по отношению к своим собственным гражданам, которые не хотели воевать и которые шли на позиции ВСУ, чтобы сдаться, сохранить свою жизнь, и так далее, по многим из них стреляли в спину, — из пулемётов, из автоматов, из миномётов, из артиллерийского орудия, — это всё у нас задокументировано, со временем, я думаю, это тоже будет расследовано и оглашено в полном объёме. Я могу допустить, что они могут решиться и на нанесение ракетных ударов и бомбардировок по своим, с тем, чтобы сократить количество «обменного фонда». Поэтому, я не удивлюсь, если они умышленно будут бомбить своих собственных пленных с тем, чтобы потом это списывать, ну конечно же, на украинцев, хотя украинцы не заинтересованы в уничтожении российских пленных, как бы они к ним негативно не относились. В ВСУ есть чёткое понимание ценности пленных, потому что когда ты берёшь в плен, это значит ты потом обменяешь и кого-то из своих вытащишь из России, и для них это сегодня приоритет, а для России, ну «бомбануть» и назло кому-то там ещё сто-двести человек своих «разложить»… Ну запросто, почему нет… Они так часто делают.
По мнению Д. Хапаевой, возрождение практики заградотрядов в ВС РФ стало логичным продолжением политики Путина по восстановлению репрессивных практик сталинского периода и одновременно напоминает собой грозненскую опричнину. В эту же политику реставрации сталинизма Хапаева относит набор Пригожиным заключённых для штрафных рот его ЧВК, перекликающийся с набором Берией заключённых сталинских лагерей в штрафные части. Впрочем, по мнению того же Дж. Лайла, такая практика ведёт лишь к ещё большим военным потерям. В дополнение к традиционной сталинской тактике задействования заградительных отрядов, практиковавшейся ещё в годы Великой Отечественной войны, современное российское руководство применяет достижения науки и техники, в том числе боевые дроны для удержания в повиновении своего военного контингента на украинском фронте. В то же время, российская пропаганда отрицает какое бы то ни было принуждение своих войск к участию в военных действиях, и заявляет о применении заградительных отрядов в войсках Украины.

### Участие в военных действиях военных КНДР на стороне России
Северокорейские военные, которых Ким Чен Ын отправил Путину для участия в военных действиях на стороне России, имеют позади себя заградотряды так же как и российские военные, но действуют северокорейские заградотряды эффективнее, чем российские — несмотря на участие в войне тысяч северокорейцев военнослужащими ВСУ было пленено всего лишь несколько пленных. Северокорейские заградотряды являются структурным подразделением сил специальных операций КНДР.

## ИГИЛ
Командование ИГИЛ также прибегало к практике применения заградотрядов.

## Отличившиеся воины заградотрядов
- Гальберштадт, Василий — боец заградотряда, позднее служивший в личной охране Сталина[111].
- Зиангиров, Мухамед Султангирович — автоматчик 198-го отдельного заградительного отряда 6-й армии Юго-Западного фронта. Герой Советского Союза (1944, посмертно).
- Раевский, Иван Васильевич — заместитель командира по строевой части 198-го отдельного армейского заградительного отряда 6-й армии Юго-Западного фронта. Герой Советского Союза (1944, посмертно).

## Память
В ознаменование подвига воинов заградотрядов ПВ НКВД в годы ВОВ были переименованы некоторые улицы («улица Пограничников»).
- Боец заградотряда увековечен в бронзовой скульптуре «Братание» чешского художника Карела Покорны[113].
- Михаил Рахунов. Певчих птиц не слушать…

### Документы
- Справка ОО НКВД СТО в УОО НКВД СССР о деятельности заградительных отрядов Сталинградского и Донского фронтов